# Provincia Java Centrală

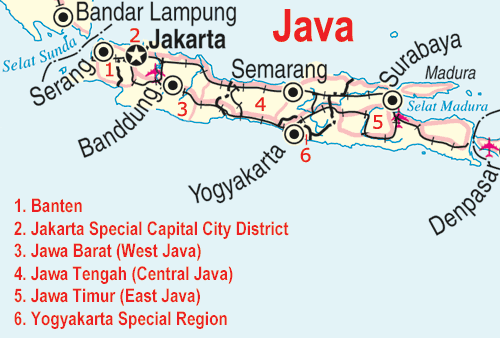
Insula Java

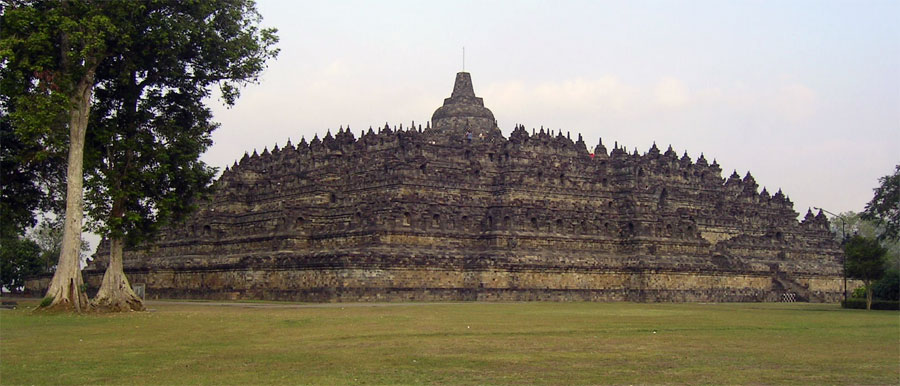
Borobudur

Java centrală (Indoneziană: Jawa Tengah) are o populație de aprox. 30 de milioane de locuitori, pe o suprafață de 34.503 km pătrați, cu capitala la Semarang. Este situată în inima insulei Java și este recunoscută ca fiind cea mai „indoneziană“ parte a Indoneziei. Această parte a insulei a fost centrul civilizației indianizate și originile culturii javaneze se află aici. Mai târziu, apariția islamului a construit sultanate puternice centrate în jurul palatelor în Yogyakarta (se citește Giorgiakarta) și Surakarta (Solo).Cu toate că coasta de nord a fost înâi de origine musulmană, influențele hinduse și budiste și chiar și crestinismul și-au pus amprenta puternic mai ales asupra artei și tradițiilor javaneze.
Chiar dacă această provincie are capitala la Semarang, totuși în sud există o altă provincie cu autonomie proprie, Yogyakarta, o privincie cu cele mai frumoase atracții turistice din Java. Teritoriul Yogya se întinde de la renumitul vulcan Gunung Merapi, care delimitează vârful de nord a formei triunghiulare a teritoriului și Oceanul Indian fiind baza triunghiului, în sud. Cele două orașe mari din această provincie Yogyakarta și Surakarta, au capitalele în cetățile proprii.
În jurul acestor orașe se găsesc cele mai mari și frumoase temple din Indonezia, Borobudur și Prambanan. Vulcanul Merapi, la fel atrage foarte mulți vizitatori, fiind unul dintre cei mai renumiți vulcani activi din Indonezia.

## Istoria
Java Centrală a fost un mare centru hindus și budist în perioada regatelor Sailendra și Mataram, înflorind în perioada secolelor al VIII-lea și al X-lea, perioadă în care s-au constuit cele mai faimoase monumente religioase.
Ascendența politică renascentistă a provinciei Java Centrală a început în secolul 16 cu dezintegrarea Imperiului Majapahit Hindus și dezvoltarea Imperiului Mataram, care a dominat Java Centrală și de Est și Insula Madura, având capitala la Kota Gede, lângă Yogya. Perioada înfloritoare a fost în perioada sultanului Agung, unul dintre cei mai faimoși razboinici ai istoriei indoneziene. Mormântul Sultanului Agung se află la Imogiri, lângă Yogyakarta și este considerat un mormânt sfânt. După moartea sultanului Agung (1646) imperiul a inceput să se dezintegreze rapid sfârșind in cele din urmă in dominația Olandeză. A urmat la tron sultanul Amangkurat I, ducând o politică tiranică, a fost învins de Prințul Trunojoyo în noul palat de la Plered, în 1675, luând cu el tezaurul Imperiului Mataram. După moartea sultanului Amangkurat I, în 1677, fiul și succesorul său a moștenit tronul, și a condus regatul din noua capitală de la Kartasura, lângă actuala Solo, după ce s-a aliat cu olandezii. În 1678, trupele olandeze și javaneze au învins dominația Trunojoyo la Kediri și recuperând o mare parte a tezaurului.
În secolul al XVIII-lea intrigile din curtea Mataramului s-au transformat în ceea ce se numește azi Primul și Al Doilea Razboi de Succesiune Javanez. Mai târziu, repercusiunile masacrului Batavian Chinez din 1740 s-au simțint și în Java Centrală iar bătăliile au durat aproape 17 ani. Regele Pakubuwono al II-lea s-a aliat cu trupele Chineze încercând să intre în bazele Olandeze dar a fost forțat să se retragă. Trupele Madureze s-au folosit de acest razboi și în 1742, curtea de la Mataram a fost din nou învinsă. Razboiul a fost sfârșit cu tratatul din 1743. Acum Kartasura a fost din nou abandonată iar în 1745, Pakubuwono al II-lea s-a stabilit la Surakarta care este dominată in prezent de descendenții acestuia. Oricum această cetate nu era atât de stabilă ca cea veche iar în 1746 a început Al Treilea Război de Succesiune Javanez și a continuat până în 1757.
În 1757, Imperiul Mataram s-a divizat in trei principate rivale guvernate individual: Yogyakarta, Surakarta și un domeniu mai mic numit Mangkunegara creat în interiorul Surakarta.
Fondatorul Yogyakartei, sultanul Hamengkubuwono I (1755-1792) a fost cel mai bun conducător după Sultanul Agung. În timpul domniei sale, cea mai mare putere militară era în Java centrală dar totuși, la 40 de ani după moartea s-a succesorul său, sultanul Hamengkubuwono al II-lea, nu numai că a distrus relațiile cu celelalte principate dar a condus și la distrugerea independenței Javaneze și a început adevărata colonizare a provinciei. În 1812,fratele său, Mangkunegara, s-a aliat cu trupele europene și au intervenit pentru ca sultanul sa fie exilat. După exil, tronul a fost preluat de fiul sultanului iar fratele său a fost numit Prințul Paku Alam.
În această perioada, Java a fost într-o continuă schimbare din cauza intervențiilor repetate a europenilor și corupția olandeză facea presiuni asupra poporului Javanez. În timpul acestor vremuri tulburi , Prințul Diponegoro, unul dintre figurile cele mai importante ale istoriei Javaneze, a început Razboiul Javanez din 1825-1830. La sfârșitul războiului, Olandezii a sprijinit Yogya și au pus în respunderea sa toate districtele din jurul Yogyei. Sultanul Pakubuwono al IV-lea a fost exilat în Sulawesi.
În timp, Yogya a fost pentru scurt timp capitala guvernului Republican, câștigând o popularitate care și acum se simte. Succesorii sultanateor mai administreaza și azi „teritoriul special“ cu statutul de provincie.
Actualul guvernator al provinciei Java Centrală este H. Mardiyanto.

## Guvernatori
| Nr. | Perioada    | Nume Guvernator                 |  |
| 1   | 1945 - 1945 | Pandji Soeroso                  |  |
| 2   | 1945 - 1949 | K.R.T. Mr. Wongsonegoro         |  |
| 3   | 1949 - 1954 | R. Boedijono                    |  |
| 4   | 1954 - 1958 | R.Boedijono                     |  |
| 5   | 1958 - 1960 | R.M.T. Soekadji Mangoenkoesoema |  |
| 6   | 1960 - 1966 | R.M. Hadi Soebeno S.            |  |
| 7   | 1960 - 1966 | Mokhtar                         |  |
| 8   | 1966 - 1974 | Moenadi                         |  |
| 9   | 1974 - 1982 | Soepardjo Roestam               |  |
| 10  | 1982 - 1987 | H.Ismail                        |  |
| 11  | 1987 - 1993 | H.Ismail                        |  |
| 12  | 1993 - 1998 | Soewardi                        |  |
| 13  | 1998 - 2003 | H. Mardiyanto                   |  |
| 14  | 2003 - 2008 | H. Mardiyanto                   |  |

## Orașele din Java Centrală
Brebes, Tegal, Slawi, Pemalang, Pekalongan, Kajen, Batang, Kendal, Ungaran, Demak, Kudus, Pati, Jepara, Rembang, Purwodadi, Blora, Salatiga, Boyolali, Sukoharjo, Wonogiri, Sragen, Magelang, Mungkid, Muntilan, Temanggung, Purbalingga, Purwokerto, Wonosobo, Banjarnegara, Cilacap, Kebumen, și Purworejo.